# Марі Прево
Мері Бікфорд Данн (англ. Mary Bickford Dunn), відома як Марі Прево (англ. Marie Prevost, 8 листопада 1896, Сарнія, Онтаріо, Канада — 21 грудня 1937, Голлівуд, Каліфорнія, США) — американська акторка. За 21 рік роботи в кіно виконала 121 роль в німому і звуковому кіно.

## Біографія
Народилася 8 листопада 1896 року в Сарнії (провінція Онтаріо, Канада). Її молодша сестра — Пеггі Прево (1904—1965), також була акторкою. Сімейство емігрувало в США з Канади, спочатку вони жили в Денвері (штат Колорадо), а після перебралися в Лос-Анджелес (штат Каліфорнія). Під час роботи секретаркою Данн подала заяву в голлівудське акторське агентство Мака Сеннета, щоб почати кар'єру акторки.
Зніматися в кіно почала в 1915 році, взявши псевдонім Марі Прево. У перший рік знялася в двох фільмах — в «Ті гіркі солодощі» і «Сліди його батька». 1936 рік став останнім роком її акторської кар'єри, коли вона знялася в таких фільмах як: «Танго», «Тринадцять годин польоту», «Бенгальський тигр», «Кейн і Мейбл» І «Десять кіл до фінішу».
На піку популярності була в шлюбах: в 1918—1924 роках з Сонні Герке, а в 1924—1927 роках з Кеннетом Гарланом. Дітей не мала.
В кінці 1920-х років, спустошена особистими проблемами (розлучення і смерть батьків), пристрастилася до алкоголю. Деякий час, намагаючись боротися з постійними депресіями, вона цілком віддавала себе роботі, але це не допомагало, і вона стала ще більше пити. До 1934 року Прево була практично позбавлена роботи, що в підсумку призвело до банкрутства. На момент смерті майно Прево оцінювалося всього в $ 300.
40-річна Марі Прево померла 21 січня 1937 роки від серцевої недостатності, спровокованої роками алкоголізму і недоїдання.
Похована на кладовищі «Hollywood Forever». Похорон оплатила її давня знайома і колишня колега, акторка Джоан Кроуфорд. Були присутні такі знаменитості як Кларк Гейбл, Воллес Біри, Барбара Стенвік.
За внесок у кіноіндустрію Марі Прево удостоєна зірки на Голлівудській алеї слави, на голлівудському бульварі 6207.

## Вибрана фільмографія
- 1920 — Внизу на фермі / Down on the Farm — вірна дружина
- 1921 — Кумир публіки / A Small Town Idol — Марсель Менсфілд
- 1922 — Вуличні герої / Heroes of the Street — Бетті Бентон
- 1922 — Поцілунок
- 1923 — Латунь / Brass — Марджорі Джонс
- 1925 — Цілуй мене знову / Kiss Me Again
- 1926 — Його джазова наречена / His Jazz Bride — Глорія Грегорі
- 1927 — Рекет / The Racket — Гелен Гейс
- 1929 — Безбожниця / The Godless Girl — Мамі
- 1930 — Військова медсестра / War Nurse — Розалі
- 1930 — Плата / Paid — Агнес Лінч
- 1931 — Доля джентльмена / Gentleman's Fate — Мейбл
- 1931 — Чортові пірнальники / Hell Divers — Лулу